# Musikakademie Baku
Die Musikakademie Baku (offiziell Hacıbəyov Musikakademie Baku; aserbaidschanisch: Hacıbəyov adına Bakı Musiqi Akademiyası) ist ein Konservatorium in der aserbaidschanischen Hauptstadt Baku. Sie gilt als die renommierteste musikalische Ausbildungsstätte des Landes und befindet sich an der Stelle der 1930 unter der Herrschaft des sowjetischen Diktators Joseph Stalin zerstörten armenischen Sankt-Thaddäus-und-Bartholomäus-Kathedrale.

## Aufbau und Einrichtungen
Es gibt drei Fakultäten und 18 Abteilungen, die den Absolventen Abschlüsse zum Master-, Aspirantur- und Doktortitel anbieten
Besonders renommiert ist die Orientabteilung, die für die Forschung, Speicherung, Überlieferung und Interpretation in mündlich überlieferten Musiktraditionen der aserbaidschanischen Volksmusik zuständig ist.
Die Hochschule besitzt außerdem eine Restaurierungswerkstatt für Musikinstrumente, vor allem für historische Musikinstrumente, die seit 1991 tätig ist.

## Geschichte

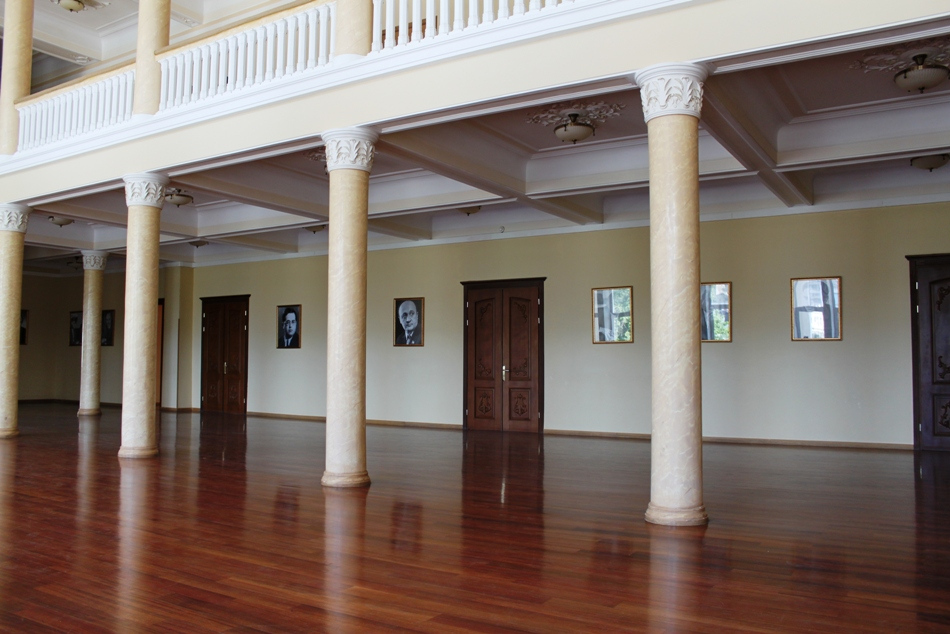
Hauptsaal der Musikakademie

Die Einrichtung wurde am 25. Mai 1920 vom Volkskommissariat für Bildungswesen der Aserbaidschanischen SSR auf Wunsch von Üzeyir Hacıbəyov, Gründer der klassischen Musik Aserbaidschans und Volkskünstler der UdSSR, als erstes aserbaidschanisches Konservatorium gegründet.
Im Jahr 1939 wurde Hacıbəyov zum Rektor ernannt und war auch hier bis zu seinem Tod im Jahr 1948 Professor für Musiktheorie und Harmonielehre. Dort gründete er die Orientabteilung, wo aserbaidschanische Volksmusik sowohl traditionell mündlich als auch durch europäische Methoden mit Noten gelehrt wurde. Im Jahr 1991 wurde die Musikakademie nach ihm benannt.
Amtierender Rektor ist seit 1991 der Pianist und Komponist Fərhad Bədəlbəyli.

## Konzertsaal

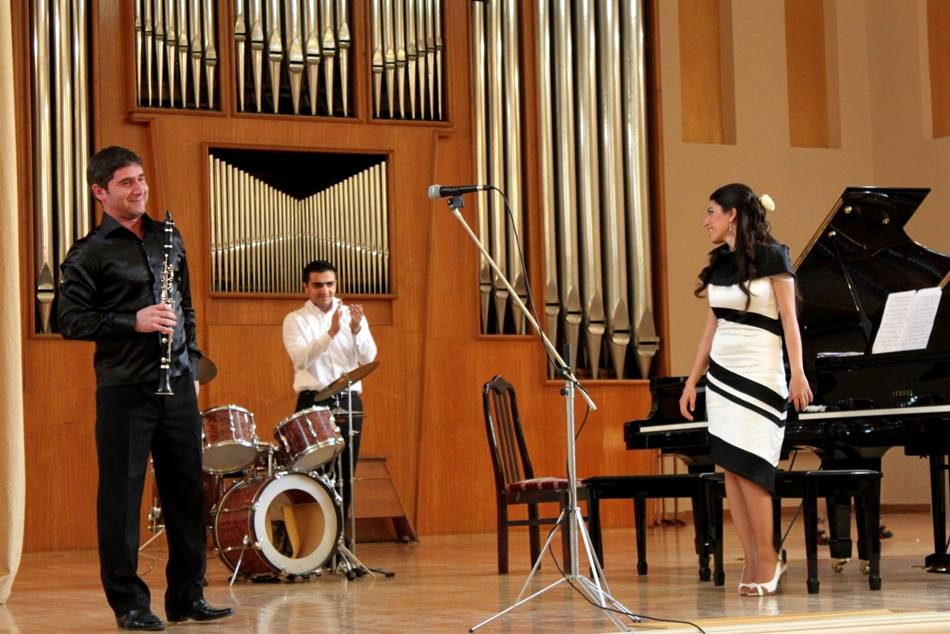
Konzert im Großen Saal

Im Großen Saal steht eine Orgel von Hermann Eule von 1964 (III/P, 37), im Orgelraum ein Instrument von Hermann Lahmann aus Leipzig von 1961 (II/P, 10).

## Absolventen (Auswahl)
Zu den Musikern und Komponisten, die die Hochschule besucht haben, gehören:
- Aisel
- Leyla Əliyeva
- Firəngiz Əlizadə
- Fikrət Əmirov
- Sona Aslanova
- Andrey Babayev
- Polad Bülbüloğlu
- Amina Figarova
- Niyazi Hacıbəyov
- Soltan Hacıbəyov
- Cövdət Hacıyev
- Müslüm Maqomayev
- Arif Mirsojew
- Vaqif Mustafazadə
- Elmira Nəzirova
- Ödön Pártos
- Fərəc Qarayev
- Qara Qarayev
- Tofiq Quliyev
- Kövkəb Səfərəliyeva
- Sevinc Salam
- Vladimir Schainsky
- Asəf Zeynallı